# New World (album Lauriego Ylönena)
New World – debiutancki album Lauriego Ylönena, wokalisty zespołu The Rasmus, wydany w marcu 2011 roku przez fińską wytwórnię płytową Dynasty Recordings. Album zawiera 10 premierowych utworów w całości stworzonych przez artystę. Pierwszym singlem promującym krążek została piosenka Heavy, do której nakręcono teledysk.
Płyta uplasowała się na 2. miejscu listy Finnish Album Charts.

## Lista utworów
| 1.  | Disco-Nnect                | 3:39  |
|     |                            |       |
| 2.  | Heavy                      | 4:03  |
|     |                            |       |
| 3.  | Have A Little Mercy        | 3:54  |
|     |                            |       |
| 4.  | Hello                      | 3:42  |
|     |                            |       |
| 5.  | In The City                | 3:56  |
|     |                            |       |
| 6.  | You Don't Remember My Name | 3:25  |
|     |                            |       |
| 7.  | Because Of You             | 3:59  |
|     |                            |       |
| 8.  | What Are You Waiting For   | 4:49  |
|     |                            |       |
| 9.  | Got You On My Mind         | 4:23  |
|     |                            |       |
| 10. | New World                  | 4:42  |
|     |                            |       |
|     |                            | 40:32 |
|     |                            |       |